# Lepeophtheirus krishnai
Lepeophtheirus krishnai is een eenoogkreeftjessoort uit de familie van de Caligidae. De wetenschappelijke naam van de soort is voor het eerst geldig gepubliceerd in 1990 door Kaliyamurthy.